# Hu (naczynie)
Hu – naczynie do przechowywania wina lub wody, wykonane z brązu, używane w starożytnych Chinach (epoki Shang i Zhou). Usadowione na niewielkiej nóżce pękate naczynie zwężające się ku górze miało kształt przypominający owoc gruszki.
Pierwowzory naczyń hu, wykonane z gliny, pojawiły się w okresie chińskiego neolitu (ok. 5000-2000 p.n.e.). Wykonane z brązu, bogato zdobione hu używane były w okresie Shang i Zhou, w późniejszym okresie ich popularność zmalała.